# Patrick Bruel

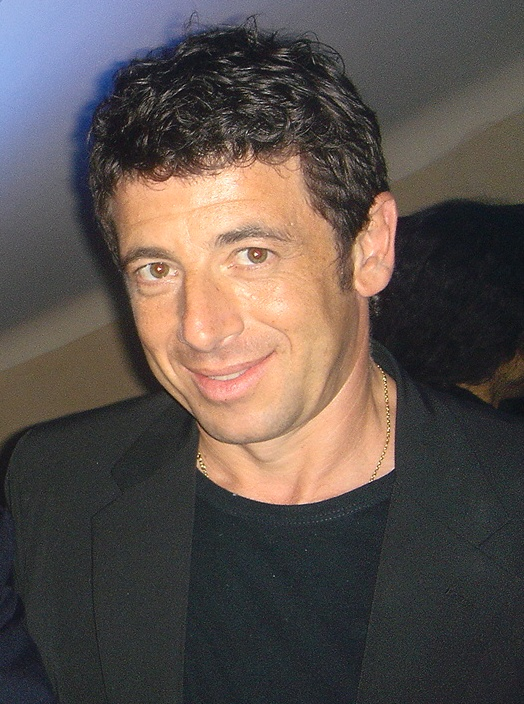
Patrick Bruel

Patrick Bruel (Patrick Benguigui), född 14 maj 1959 i Tlemcen, Algeriet,  är en fransk musiker och skådespelare samt professionell pokerspelare. 2004 hade han spelat i mer än 40 olika TV- och biofilmer, och spelat in fem skivor. I april 2020 tillkännagav han att han hade drabbats av COVID-19.

## Filmografi (urval)
- 1995 – Sabrina
- 2006 – O Jerusalem